# Cnemidaria cruciata
Cnemidaria cruciata là một loài thực vật có mạch trong họ Cyatheaceae. Loài này được (Desv.) Stolze mô tả khoa học đầu tiên năm 1974.